# Matt Haryasz
Matthew Haryasz, detto Matt (Page, 20 marzo 1984), è un ex cestista statunitense, professionista nella NBDL e in Europa.

## Palmarès
- Campionato olandese: 1

Donar Groningen: 2009-10
- Coppa d'Olanda: 1

Donar Groningen: 2011